# Escorxador
|  | Per a altres significats, vegeu «capsot d'esquena roja». |

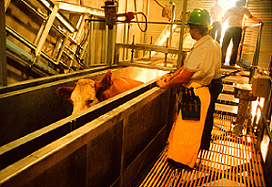
Escorxador

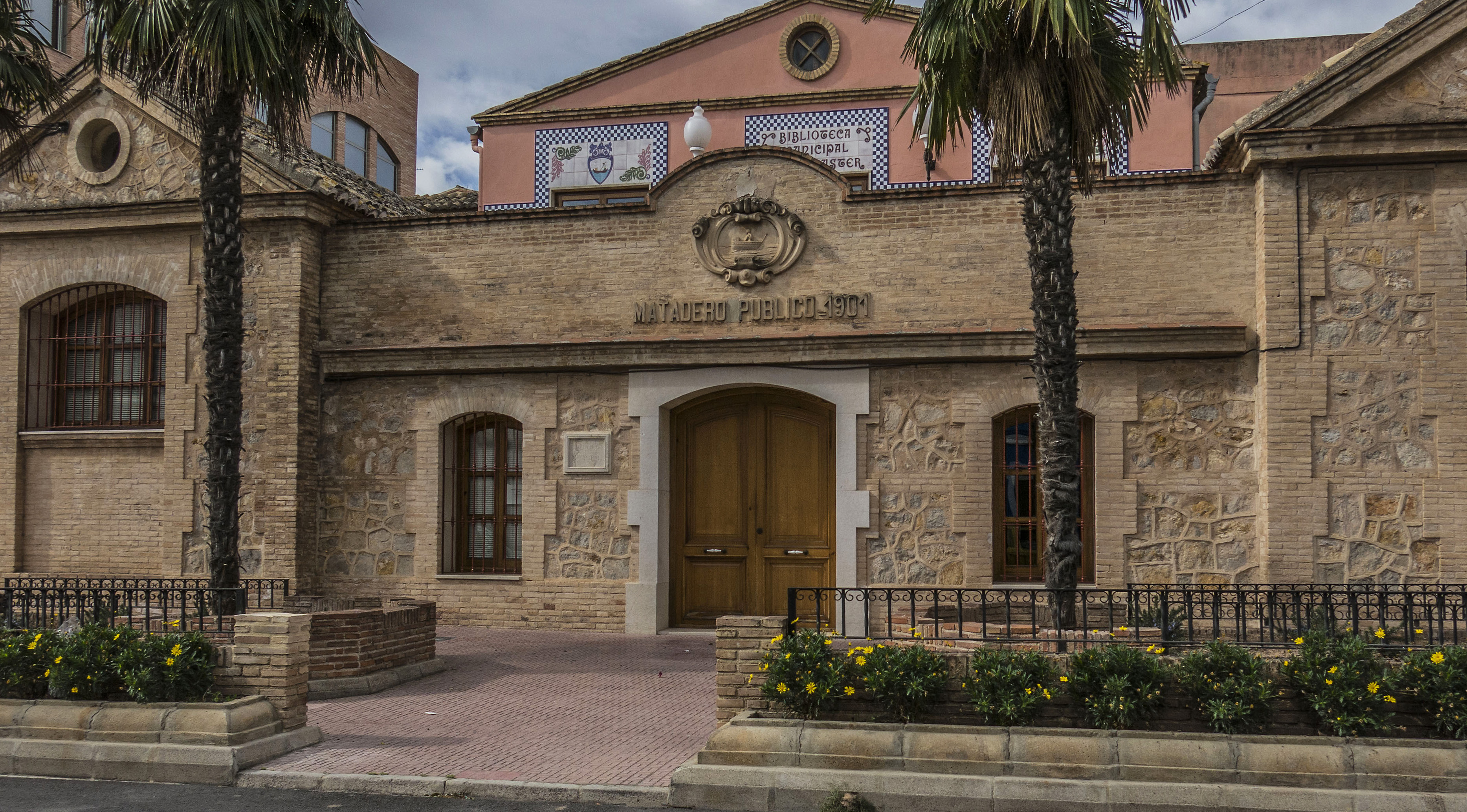
Antic escorxador d'Albalat de la Ribera (País Valencià)

Un escorxador o escorxeria (a les terres de l'Ebre) és una instal·lació industrial en la qual se sacrifiquen animals de granja per al seu posterior processament, emmagatzematge i comercialització com carn o una altra classe de productes d'origen animal. La localització, operació i els processos utilitzats varien d'acord amb una sèrie de factors com ara la proximitat del productor, la logística, la salut pública, la demanda del client, i fins preceptes religiosos o morals. Els problemes de contaminació per deixalles també han de ser evitats a través d'un correcte planejament i equipaments adequats.